# Rutherford (pierwiastek)
Rutherford (Rf, łac. rutherfordium), wcześniej unnilquadium (Unq) – pierwiastek chemiczny z grupy metali przejściowych w układzie okresowym, niewystępujący naturalnie na Ziemi. Nazwa pochodzi od nazwiska fizyka Ernesta Rutherforda. Posiada on własności chemiczne podobne do hafnu.
Zidentyfikowane zostały jego izotopy z przedziału mas 253-268.
Izotop 260Rf został prawdopodobnie otrzymany (istnieją co do tego duże kontrowersje) w 1964 roku w Dubnej przez zespół założony przez I. Kurczatowa w Rosji, przez bombardowanie izotopu 249Cf jądrami izotopu 12C.
Podobny eksperyment wykonany przez grupę A. Ghiorso w 1969 roku na Uniwersytecie Kalifornijskim w Berkeley doprowadził do otrzymania izotopu 257Rf. Wyniki Ghiorso stoją w sprzeczności z wynikami zespołu z Dubnej i dlatego obecnie kwestionuje się prawo Rosjan do pierwszeństwa otrzymania tego pierwiastka.

## Nazwa
W latach 70. XX w., po śmierci Kurczatowa, Rosjanie nazwali ten pierwiastek od jego nazwiska – kurczatow (Ku), zaś Amerykanie używali nazwy zaproponowanej przez Ghiorso od nazwiska Ernesta Rutherforda – rutherford.
Komisja nazewnicza IUPAC zdecydowała w 1989 roku, że pierwiastek ten będzie nazywał się tymczasowo unnilquadium, co pochodzi od jego liczby atomowej. W 1997 roku zaaprobowana została amerykańska propozycja nazwy.

## Związki chemiczne rutherfordu
Dotąd udało się otrzymać 4 związki rutherfordu:
- Chlorek rutherfordu, RfCl
4
- Bromek rutherfordu, RfBr
4
- Tlenochlorek rutherfordu, RfOCl
2
- Chlororutherford potasu, K
2RfCl
6